# Philae
Philae (vergrieksing van Oud-Egyptisch P-Jrk, Grieks: Φιλαί, Arabisch: Anas el Wagud, of Pilak of P'aaleq, Egyptisch voor: plaats van afstand, het einde, of het Engel-eiland) is een voormalig eiland in de Nijl nabij Aswan en een plek van een Oud-Egyptisch tempelcomplex in zuidelijk Egypte gewijd aan de vruchtbaarheidsgodin Isis. Het lag vlak bij de Eerste Cataract tussen de twee Aswandammen. Het andere eiland bij Aswan is Elephantine.
Het complex op het voormalige eiland Philae kreeg grote bekendheid doordat het helemaal in stukken gesneden en iets verderop op het hoger gelegen eiland Agilkia werd geplaatst. De tempel stond al sinds de bouw van de lage dam in het begin van de twintigste eeuw gedeeltelijk onder water, maar dreigde door de hoge dam helemaal in het water te verdwijnen. Door UNESCO werd hij van de ondergang gered en nu staat het complex op de werelderfgoedlijst.

## Bouwwerken
Tegenwoordig bevinden de bouwwerken zich op het eiland Agilkia.
De oudste monumenten dateren uit de 7e eeuw v.Chr. toen farao Taharqa een altaar bouwde. Maar zij werden toen reeds op eeuwenoude structuren opgetrokken. Het meeste dateert er uit de Ptolemaeïsche en Romeinse periode.
- De tempel voor Isis bestond uit drie delen: een groot hof, de voorste zuilenhal en achterin drie kapellen. Deze tempel dateert uit de 3e eeuw v.Chr. en bleef in gebruik tot 537. De poort in de eerste pyloon heeft een hoogte van 18 m en is 45,5 m breed. Op de torens staat in reliëf hoe Ptolemaeus XII Neos Dionysos de traditionele vijanden van Egypte vernietigt voor Isis, Horus-van-Edfu en Hathor. Op de binnenplaats stond eens de tempel van Amasis. De pronaos van de eigenlijke tempel heeft 10 zuilen. Het plafond is beschilderd met astronomische scènes. Deze ruimte werd rond 553 door bisschop Theodorus in een kerk veranderd. De grote naos bestaat uit 12 kamers en een crypte. Hier toont de versiering offertaferelen en liturgische thema's.
- Een mammisi of geboortehuis uit drie kamers omgeven door een zuilenportiek. De scènes staan in verband met de geboorte en opvoeding van Horus. Op de oostelijke buitenmuur van de pronaos vindt men twee tweetalige opschriften (in demotisch en hiëroglyfisch) uit de tijd van Ptolemaeus V Epiphanes, waarvan er een ook op de steen van Rosetta werd teruggevonden.
- Kiosk van Trajanus. Paviljoen bestaand uit 14 zuilen met bloemkapiteel, verbonden door lage muren. Er zijn twee poorten en het geheel droeg ooit een houten dak. Hier werden bepaalde riten voltrokken. Het enige reliëf dateert uit Trajanus' tijd, maar de constructie zelf is mogelijk uit de tijd van Augustus.
- Palviljoen van Nectanebo I, rechthoekig prieeltje bestaand uit 18 Hathorzuilen, door lage muurtjes verbonden.
- Een nilometer.
- De tempel van Arsinoë.
- Kleine tempel van Hathor oost van de Isistempel, maar in ruïne. Voorstelling van musicerende dwergen met harp en tamboerijn, ook een priester die de dubbele fluit speelt en een aapje dat de luit bespeelt. Hathor was ook beschermvrouw van de toonkunst.
- De gereconstrueerde tempel van Augustus en een triomfboog.
- Een Koptische kerk. De site was immers nog in gebruik in de christelijke tijd.
- Op de Poort van Hadrianus werd op 24 augustus 394 het allerlaatste opschrift in hiërogliefen gemaakt, en ook de laatste Koptische inscriptie (452 n. Chr.).

- Bibliothèque nationale de France: cb11957309h (data)
- Gemeinsame Normdatei: 4045738-2
- Library of Congress Control Number: sh87004964
- Nationale Bibliotheek van Tsjechië: ge129150
- Nationale Bibliotheek van Israël: 987007544071905171
- Virtual International Authority File: 116144648606721488716